# Iotapianus

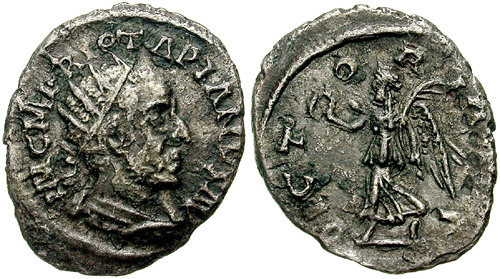
Antoninian des Iotapianus

Iotapianus (mit vollem Namen Marcus F. Ru. Iotapianus; † 249) war im Jahr 248/249 römischer Gegenkaiser. 

## Leben
Iotapianus wurde während der Regierungszeit des Kaisers Philippus Arabs um 248 in den Ostprovinzen des römischen Reiches von syrischen Truppen zum Gegenkaiser ausgerufen.
Iotapianus erschien erstmals bei einer Rebellion gegen die harte Steuerpolitik des Priscus, der ein Bruder des Kaisers und Verwalter über die östlichen Provinzen war. Die Rebellion brach bald zusammen. Das genaue Datum ist nicht bekannt; allerdings war es noch vor dem Tod des Kaisers Philippus, zu Beginn des Jahres 249. Nach der Niederschlagung der Rebellion wurde Iotapianus von seinen eigenen Soldaten getötet.